# Dorferneuerung
Unter Dorferneuerung versteht man staatlich geförderte Programme, die die baulichen, verkehrstechnischen und kulturellen Verhältnisse in Dörfern verbessern sollen.

## Nationales

### Europa

#### ARGE Dorferneuerung

Logo der ARGE Dorferneuerung

Einzelne Länder führten bereits nationale Aktionen durch, daher ergab es sich, dass im Jahr 1989 die Europäische ARGE Landentwicklung und Dorferneuerung gegründet wurde. Die Vereinigung sieht sich als eine unbürokratische Vereinigung von Politikern, Experten und Wissenschaftlern an. Der Sitz der ARGE ist in Wien. Bis 2006 arbeitete die ARGE als Plattform des Ökosozialen Forums Österreich.
Im November 2006 wurde die ARGE als ein selbständiger Verein mit eigener Rechtspersönlichkeit gegründet. Seit 2009 erhält der Verein eine Unterstützung aus dem Programm Europa für Bürgerinnen und Bürger der Generaldirektion Bildung und Kultur der Europäischen Kommission.
Aktueller Vorsitzender ist der niederösterreichische Landeshauptmann Erwin Pröll.

#### Mitglieder
19 europäische Mitgliedsländer- und regionen sind Mitglieder in der ARGE. Die Schweiz ist seit 2008 Mitglied. Im Jahr 2009 trat die Woiwodschaft Niederschlesien bei.

#### Dorferneuerungspreis
Um einen Anreiz zu schaffen, verleiht die ARGE den Europäischen Dorferneuerungspreis, der im Zweijahresrhythmus seit 1990 verliehen wird.

### Deutschland
In Deutschland gilt der Architekt und Professor Wilhelm Landzettel als „Vater der Dorferneuerung“.
Eine lange Tradition in der Dorferneuerung haben aber insbesondere Hessen, Baden-Württemberg und Bayern (siehe hierzu Holger Magel).

#### Dorferneuerungsrichtlinien

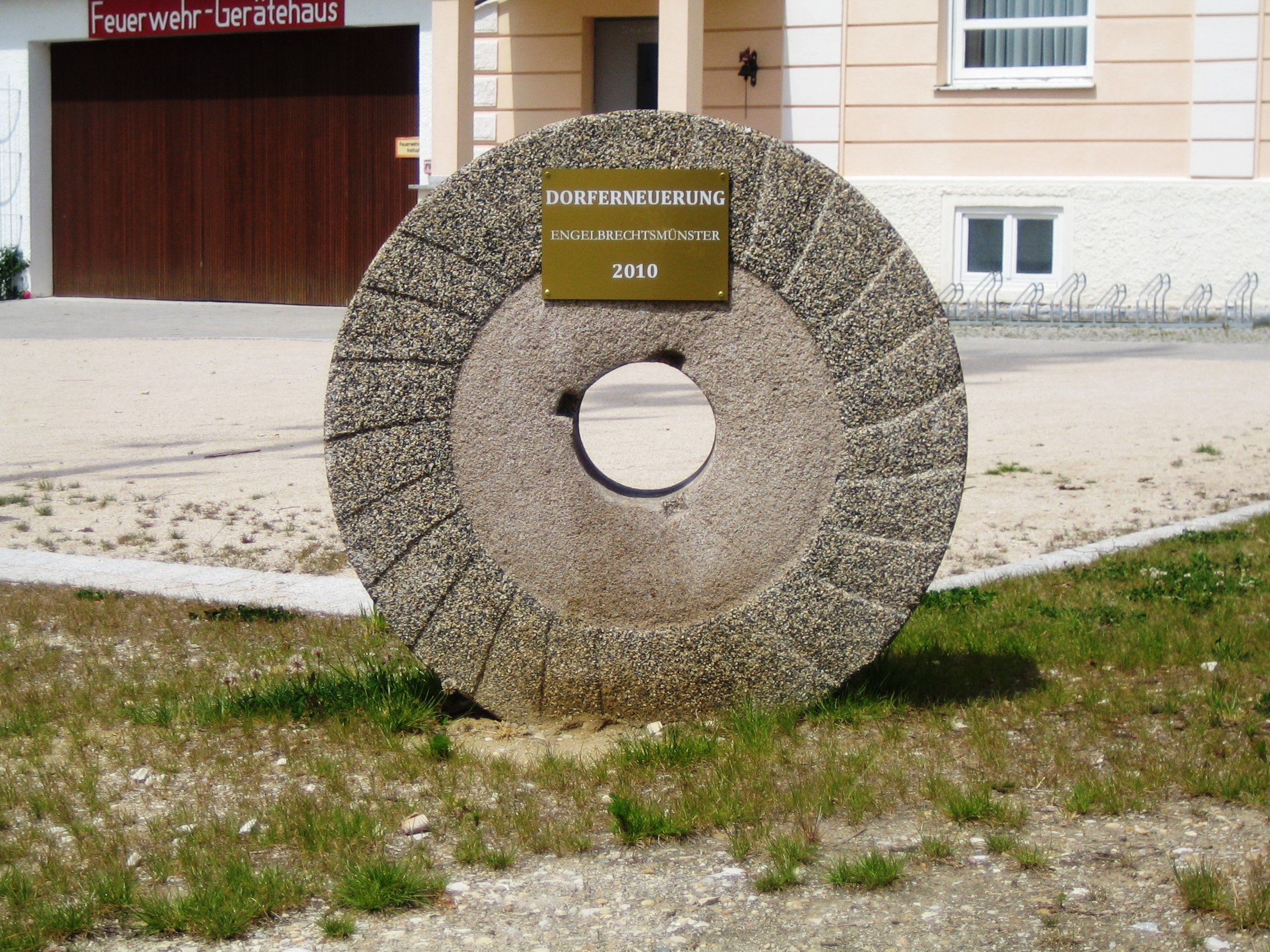
Denkmal von 2010 für die Dorferneuerung in Engelbrechtsmünster

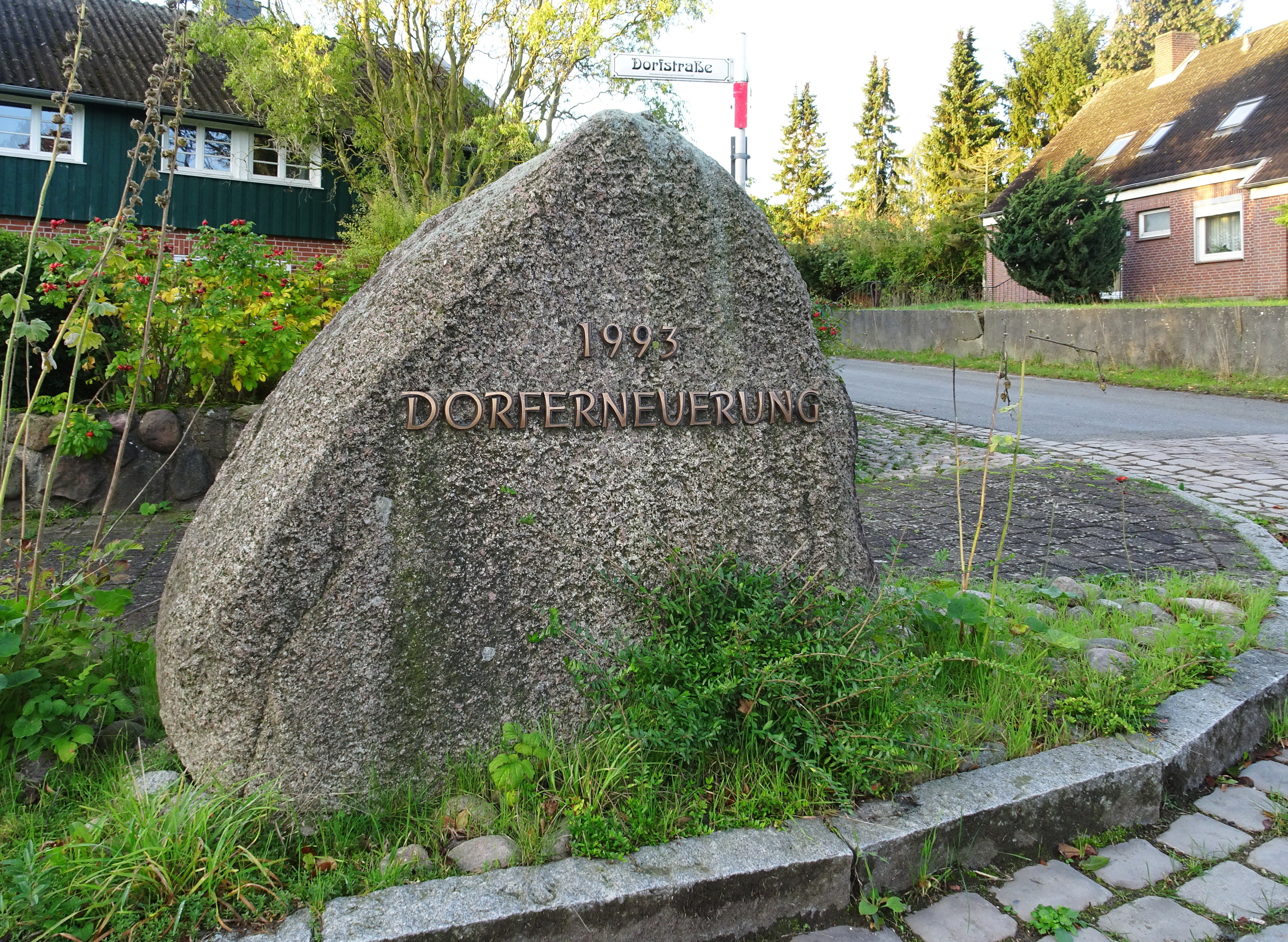
Gedenkstein von 1993 für die Dorferneuerung in Döhnsdorf

Dorferneuerungen werden durchgeführt auf der Grundlage der Dorferneuerungsrichtlinien, die von den Bundesländern verabschiedet werden.
Im Text der Richtlinien werden die allgemeinen Ziele der Dorferneuerung festgelegt wie beispielsweise in Niedersachsen:

„Die Förderung der Dorferneuerung ist Teil der Strukturpolitik des Landes für die ländlichen Räume und die ländlich geprägten Bereiche von Ordnungsräumen. Sie soll die Gemeinden und ihre Bürger befähigen, die durch sozio-ökonomische, baulich-räumliche, ökologische und kulturelle Werte geprägte unverwechselbare Eigenart ländlicher Siedlung zu bewahren und die Dörfer als Wohn-, Arbeits-, Sozial- und Kulturraum künftigen Erfordernissen anzupassen.“

Die Gelder, die in der Dorferneuerung eingesetzt werden, stammen aus Landes-, Bundes- und EU-Mitteln.
Die Förderung soll (ebenfalls Beispiel Niedersachsen):
- ermöglichen, Leitlinien für die künftige Entwicklung des Dorfes zu erarbeiten,
- ländliche Siedlungen als Standort land- und forstwirtschaftlicher Betriebe erhalten und verbessern,
- Wirtschaftserschwernisse land- und forstwirtschaftlicher Betriebe beseitigen sowie deren Arbeitsaufwand verringern,
- die Umweltwirkungen land- und forstwirtschaftlicher Betriebe mit den Erfordernissen zeitgemäßen Wohnens und Arbeitens in Einklang bringen,
- die Lebensverhältnisse bäuerlicher Familien verbessern,
- die allgemeine Wirtschaftskraft des Dorfes sichern und stärken,
- die ortstypische Bausubstanz ggf. durch Umnutzung sichern,
- das Wohnumfeld verbessern,
- die dörfliche ökologische Eigenart und Vielfalt bewahren oder wiederherstellen,
- einen Beitrag zur Ortsbildpflege sowie zur gestalterischen Entwicklung des Dorfes leisten,
- das Dorf in die umgebende Landschaft einbinden
- sowie Anstöße für eine langfristige sinnvolle Dorfentwicklung und für weitere öffentliche und private Investitionen geben.

Reihenfolge und Schwerpunktsetzung innerhalb der vorgenannten Aufstellung der Ziele der Dorferneuerung lassen erkennen, dass in Niedersachsen insbesondere die land- und forstwirtschaftlichen Betriebe in den Kernbereich des Interesses gerückt werden. Ihre Stellung im Dorf soll vorrangig gesichert und weiterentwickelt werden. Aber auch die anderen Aspekte einer dörflichen Entwicklung, wie zum Beispiel die allgemeine Wirtschaftsentwicklung, die Entwicklung des Dorfes als Wohnstandort, die Ortsbildpflege und die Dorfökologie sollen Gegenstand der Dorferneuerung sein.
In Hessen ist die Schwerpunktsetzung eher auf die Umnutzung ehemals landwirtschaftlicher Bausubstanz ausgerichtet, wobei neben der Schaffung von Wohnraum die Erhaltung und auch Schaffung von Arbeitsplätzen eine wichtige Rolle spielt.
Zu unterscheiden ist in den Dorferneuerungsprogrammen zwischen der Förderung kommunaler und privater Maßnahmen. Bei den kommunalen Maßnahmen in Hessen wird ein besonderer Schwerpunkt darauf gelegt, dass sie gemeinsam mit allen Bevölkerungsgruppen im Ort erarbeitet werden. Dabei sollen besonders Maßnahmen gefördert werden, die die Innenentwicklung (Bauen im Ortskern) des Ortes vor der Außenentwicklung (Neubaugebiete) vorsehen und die demographische Entwicklung berücksichtigen; d. h., es soll versucht werden, die Dörfer für alle Altersgruppen lebenswert zu erhalten.

#### Dorferneuerungsplan
Grundlage für eine Förderung der Dorferneuerung nach den Dorferneuerungsrichtlinien der jeweiligen Bundesländer ist ein Dorferneuerungsplan, der in Text und Karte die Entwicklungsziele für den Planungsraum und die zur Verwirklichung erforderlichen Maßnahmen darstellt.
Beim Dorferneuerungsplan handelt es sich um ein örtliches Entwicklungskonzept, das eine Übersicht ermöglichen soll über künftiges Planen und Handeln im Dorf, und das den zeitlichen und finanziellen Rahmen für die vorgesehenen Maßnahmen benennt. Der Dorferneuerungsplan ist von den Gemeinden aufzustellen. Es wird eine intensive Beteiligung der ansässigen Bürger und Grundstückseigentümer angestrebt. Die Träger öffentlicher Belange, die Dorfbewohner und andere Antragsberechtigte sind bei der Planung in geeigneter Weise zu beteiligen.

#### Länderspezifische Ausprägungen
- In Bayern wird diese Aufgabe von den ehemaligen Flurbereinigungsbehörden, heutige Bezeichnung Amt für Ländliche Entwicklung, koordiniert.

- In Hessen sind die Ämter für den ländlichen Raum (beim jeweiligen Landratsamt) zuständig, die Förderung erfolgt über die Wirtschafts- und Infrastrukturbank Hessen (Wiba). Hier werden auch keine Dorfentwicklungspläne mehr erstellt, sondern im Jahr der Anerkennung des Ortes als Förderschwerpunkt wird gemeinsam von einem Fachbüro mit den Bürger vor Ort ein integriertes kommunales Entwicklungskonzept (IKEK)[2] erstellt, das neben einer Stärken/Schwächen-Analyse ein Leitbild für die zukünftige Entwicklung und einen Maßnahmenkatalog für die kommunalen Maßnahmen erhält, aber noch keine Planungen im engeren Sinne. Förderschwerpunkte in Hessen bleiben für 9 Jahre im Programm, danach ist keine Förderung mehr möglich.
- In Mecklenburg-Vorpommern werden die Gemeinden und Gemeindeverbände gefördert. Ansprechpartner für die Förderung sind
  - außerhalb der Gebiete von Flurneuordnungs-/Flurbereinigungsverfahren der Landkreis und
  - innerhalb der Gebiete von Flurneuordnungs-/Flurbereinigungsverfahren die örtlich zuständige Flurneuordnungsbehörde, also die staatlichen Ämter für Landwirtschaft und Umwelt.
- In Rheinland-Pfalz sind bei den Kreisverwaltungen Dorferneuerungsbeauftragte tätig, die die Dorferneuerung betreuen. Hier wird jede Ortsgemeinde, die ein qualifiziertes Dorferneuerungskonzept vorlegt, in das Förderprogramm aufgenommen und sowohl für private wie auch für kommunale Maßnahmen können Fördermittel fließen. Zusätzlich werden für sechs Jahre Laufzeit "Investitions- und Maßnahmenschwerpunkte" anerkannt. Mittels Fortschreibung der Dorferneuerungskonzepte und besonderer Beratungs- und Moderationsleistungen soll in den Schwerpunktgemeinden eine vorrangige Berücksichtigung bei der Verteilung der Fördermittel ermöglicht werden.

### Österreich
In Österreich begann der Gedanke der Dorferneuerung Ende der 1980er Jahre in den Bundesländern Fuß zu fassen. Da auch hier die Raumentwicklung in die Kompetenz der Bundesländer fällt, wird auch die Dorferneuerung, ähnlich der später einsetzenden Stadterneuerung aus Landesebene organisiert. Federführend auf diesem Gebiet war Niederösterreich. Österreichweit laufen die Dorfentwicklungsprogramme im Rahmen der Lokale Agenda 21 und der LEADER-Programme.
Die Programme und Institutionen der Länder sind:
- Referat Dorfentwicklung, Amt der Burgenländischen Landesregierung[AT 1]
- Abteilung 20 - Landesplanung, Orts- und Regionalentwicklung/EU-Programmgeschäftsstelle, Amt der Kärntner Landesregierung[AT 2]
- Niederösterreichische Dorf- und Stadterneuerung, Verein der Gemeinden (gegründet 1990)[AT 3]
- L(i)ebenswerte Gemeinden, Abteilung Raumordnung / Dorf- und Stadtentwicklung, Direktion für Landesplanung, wirtschaftliche und ländliche Entwicklung, Amt der Oö. Landesregierung[AT 4]
- Gemeindeentwicklung Salzburg, Projekt des Salzburger Institut für Raumordnung & Wohnen und dem Salzburger Bildungswerk (Aufgaben 1993 von der Landesstelle für Dorf- und Stadterneuerung im Amt der Salzburger Landesregierung übertragen)[AT 5]
- Landentwicklung Steiermark, Verein (vom Land beauftragt, die Finanzierung übernimmt die Abteilung A7 Landes- und Gemeindeentwicklung, Land Steiermark – Amt der Steiermärkischen Landesregierung)[AT 6]
- Dorferneuerung Tirol, Dorferneuerung & LA 21 Leitstelle, Abt. Bodenordnung, Amt der Tiroler Landesregierung[AT 7]
- VII Bauwesen und Raumplanung, Amt der Vorarlberger Landesregierung[AT 8]

In Wien, das kaum mehr dörfliche Strukturen hat, aber moderne Konzepte des urbanen Dorfs verfolgt, besteht als Stadtentwicklung Wien eine Kooperation zahlreicher Magistratsabteilungen (Geschäftsgruppe – Stadtentwicklung, Verkehr, …; Magistratsdirektion-Stadtbaudirektion, Gruppe Planung; MA 18 Stadtentwicklung und Stadtplanung; MA 19 Architektur und Stadtgestaltung; und andere).
Auf Bundesebene betreut Das Österreichische Nachhaltigkeitsportal des Lebensministeriums die Angelegenheiten.